# Trichocintractia utriculicola
Trichocintractia utriculicola är en svampart som först beskrevs av Henn., och fick sitt nu gällande namn av M. Piepenbr. 1995. Trichocintractia utriculicola ingår i släktet Trichocintractia och familjen Anthracoideaceae.   Inga underarter finns listade i Catalogue of Life.